# فيلومينا
فيلومينا (بالإنجليزية: Philomena)‏ هو فيلم كوميدي-درامي من إنتاج مشترك فرنسي وبرطاني وأمريكي أصدر سنة 2013. الفيلم مقتبس عن كتاب ابن فيلومينا لي الضال الذي ألفه الصحفي مارتين سكسميت وهو من إخراج ستيفن فريرز وبطولة جودي دينش، ستيف كوغان.
حاز الفيلم على العديد من الجوائز العالمية. كوغان وجف بوب فازا بجائزة أفضل سيناريو بعد عرضه في مهرجان فينيسا الدولي للأفلام. حاز الفيلم على جائزة الجمهور وكان مرشحا في مهرجان تورنتو الدولي للأفلام عام 2013. كما حصل على أربع جوائز الأكاديمية البريطانية للأفلام ورشح لثلاث جوائز غولدن غلـوب. الفيلم مرشح حاليا لأربع جوائز أوسكار لعام 2014 بضمنها أفضل فيلم وأفضل ممثلة.

## الحبكة
فقد الصحفي مارتين سكسميث عمله مستشارا لحكومة حزب العمال، وهو يفكر بتأليف كتاب عن تاريخ روسيا. أثناء تواجده في حفل ما تتوجه إليه ابنة فيلومينا لي عارضة عليه أن يكتب فصة أمها، التي أجبرت على التخلي عن ابنها أنتوني قبل خمسين عاما. رغم أنه يرفض الفكرة بداية إلا أنه في نهاية المطاف يلتقي بفيلومينا وبعد سماعه قصتها يقرر أن يستمر بالتحقيق بالأمر.
بعد موعدها مع شاب في مهرجان عام 1951، تحبل فيلومينا ويقوم والدها بإرسالها إلى دير شين روس في روزكري في إيرلندة. بعد الولادة تجبر على العمل في مغسلة الدير لمدة أربع سنوات لتدفع ثمن إقامتها. في أحد الأيام تفاجأ بقيام الراهبات بمنح ابنها لعائلة تبنته دون إعلامها بالأمر أو إعطاءها فرصة لتوديعه. حفظت فيلومينا سر ابنها المتبنى عن عائلتها لمدة خمسين عاما، رغم أنها زارت الدير عدة مرات محاولة العثور عليه. لكنهم أخبروها دوما بعدم إمكانيتهم مساعدتها بالعثور على ابنها.
يبدأ مارتين وفيلومينا بالبحث عن الابن في الدير.

## طاقم التمثيل
- جودي دينش
- ستيف كوغان
- مار وينينغام
- آنا ماكسوال مارتان
- ميشال فارلي
- باربارا جيفورد
- بيتر هارمان
- سيمون الحبيب

## الميزانية والإيرادات
حقق أرباحاً تقدر بـ100,129,872 دولار.

## وصلات خارجية
- Official film website
- فيلومينا على موقع IMDb (الإنجليزية)
- فيلومينا على موقع ميتاكريتيك (الإنجليزية)
- فيلومينا على موقع الموسوعة البريطانية (الإنجليزية)
- فيلومينا على موقع روتن توميتوز (الإنجليزية)
- فيلومينا على موقع نتفليكس (الإنجليزية)
- فيلومينا على موقع قاعدة بيانات الأفلام العربية
- فيلومينا على موقع ألو سيني (الفرنسية)
- فيلومينا على موقع Turner Classic Movies (الإنجليزية)
- فيلومينا على موقع أول موفي (الإنجليزية)
- فيلومينا على موقع بوكس أوفيس موجو (الإنجليزية)